# Bergbaardvogel
De bergbaardvogel (Psilopogon monticola synoniem:Megalaima monticola) is een endemische soort baardvogel die alleen voorkomt op Borneo.

## Beschrijving
De bergbaardvogel is 20 cm lang. Hij is - net als de andere Aziatische baardvogels - vrij plomp van bouw en overwegend groen gekleurd. Hij heeft een forse, donker gekleurde snavel met borstels aan de basis van de snavel. De kruin is licht met zwarte streepjes en de keel is lichtgeel. Opvallend zijn rode vlekken in de nek (achterhals) en op de borst.
De bergbaardvogel wordt gezien als een zustersoort van de harlekijnbaardvogel (P. mystacophanos); beide soorten verblijven in vergelijkbaar habitat, waarbij de bergbaardvogel alleen op grotere hoogten voorkomt.

## Verspreiding en leefgebied
De bergbaardvogel komt plaatselijk algemeen voor als standvogel. Het is een vogel van beboste hellingen in de middelgebergte en hooggebergte tussen de 750 en 2200 m boven de zeespiegel in het grensgebied van Sabah, Sarawak en Oost-Kalimantan en in Zuid-Kalimantan. De bergbaardvogel verblijft gemiddeld op lagere hoogten dan de wat minder algemene goudnekbaardvogel, die ook in bergbossen voorkomt.

## Status
De bergbaardvogel heeft een ruim verspreidingsgebied en daardoor alleen al is de kans op uitsterven gering. De grootte van de populatie is onbekend. Ontbossingen in berggebieden komen minder vaak voor, om deze reden staat deze baardvogel als niet bedreigd op de Rode Lijst van de IUCN.